# Mélanie Fazi
Œuvres principales
- Trois pépins du fruit des morts
- Serpentine
- Notre-Dame aux Écailles
- Arlis des Forains

Compléments
- Traductrice aux éditions Bragelonne

Mélanie Fazi, née le 29 novembre 1976 à Dunkerque, est une nouvelliste et romancière française de fantastique et de fantasy. Elle est principalement connue pour ses nouvelles fantastiques, qui lui ont valu plusieurs prix littéraires, dont le Grand prix de l'Imaginaire en 2005 pour son premier recueil, Serpentine. Mélanie Fazi est en outre traductrice de métier, depuis l'anglais, et a obtenu en 2007 un grand prix de l'Imaginaire pour sa traduction du roman Lignes de vie de Graham Joyce.

## Biographie

### Naissance et enfance
Mélanie Fazi est née le 29 novembre 1976 à Dunkerque, en France. Sa famille a des origines italiennes du côté de son père, arrivé en France à l'âge de sept ans avec ses parents et ses frères pour s'installer en Lorraine où il apprend le français et devient électricien, puis opérateur en pétrochimie. Sa mère est infirmière en néonatologie. Mélanie a une sœur, née quatre ans après elle. Mélanie Fazi passe son enfance et son adolescence à Grande-Synthe, une ville proche de Dunkerque. Elle apprend à lire très tôt au point de sauter la classe de CP et développe dès l'enfance un intérêt prononcé pour la lecture et le dessin. Elle est aidée en cela par sa famille qui lit beaucoup et va chaque semaine emprunter des livres dans une bibliothèque. Cependant, ses parents ne lisent pas de littératures de l'imaginaire et c'est elle qui leur fait découvrir la littérature fantastique plus tard, lorsqu'elle commence à publier des nouvelles et qu'ils s'intéressent à ce qu'elle publie.
Mélanie se souvient d'avoir eu une enfance heureuse. Elle était une enfant « introvertie, rêveuse, assez créative », intéressée par les loisirs d'intérieur et qui consacrait le plus clair de son temps libre à la lecture, aux dessins animés et au dessin. Parmi ses premières lectures favorites figurent les romans d'aventure de Fantômette et ceux de la Bibliothèque rose et de la Bibliothèque verte ainsi que les bandes dessinées Gaston Lagaffe et Astérix. Elle découvre également des récits de la mythologie grecque qu'on lui offre souvent pour Noël et qui lui inspirent par la suite certaines de ses nouvelles, ainsi que les Contes d'Andersen dont elle dit par la suite qu'ils l'ont marquée par « leur cruauté et leur bizarrerie ». Elle commence à écrire dès son enfance et fabrique même à l'occasion de petits livres qu'elle illustre et agrafe elle-même. Elle obtient de bons résultats scolaires et se passionne pour les livres qu'on lui fait étudier en classe, notamment les Histoires extraordinaires d'Edgar Allan Poe en 4e puis, en classe de 3e, Germinal d'Émile Zola et Boule de suif de Guy de Maupassant. Ses parents l'emmènent en Italie presque chaque année, mais elle n'apprend jamais vraiment l'italien. Elle écrit des poèmes et de courtes pièces de théâtre, formes qu'elle abandonne par la suite. En dépit de sa timidité au collège, elle apprécie les ateliers de théâtre, notamment quand elle joue dans des pièces comiques.

### Adolescence et débuts dans l'écriture
C'est à l'adolescence que Mélanie Fazi découvre les littératures de l'imaginaire, qui orientent sa propre imagination de façon décisive. À l'âge de onze ans, elle lit Le Seigneur des anneaux de J. R. R. Tolkien qui est l'un de ses premiers souvenirs de lectures marquantes. Elle est impressionnée par la mythologie élaborée par Tolkien et mentionnée sous forme de références au fil du texte, puis elle est très marquée par le dénouement en demi-teinte. Elle a alors l'impression d'avoir lu son premier livre d'adulte. Elle cherche d'autres livres du même genre, sans parvenir à en trouver, et elle reste même longtemps sans croiser d'autres gens connaissant le roman de Tolkien (la fantasy était moins connue et moins répandue qu'elle ne le devient dix ou vingt ans après). Parmi les autres auteurs qui la marquent à cette période de sa vie, elle cite Philip K. Dick, découvert quand elle avait 14 ans, ainsi qu'Isaac Asimov, Ray Bradbury, la bande dessinée L'Incal. L'auteur qui la marque le plus ensuite est Stephen King qu'elle apprécie d'abord pour sa maîtrise du fantastique et de l'horreur, puis pour la finesse psychologique de ses personnages. Elle est également impressionnée par les récits fantastiques d'Anne Rice et de Lisa Tuttle ainsi que les anthologies Territoires de l'inquiétude qui paraissent alors chez Denoël. Pour autant, Mélanie Fazi lit également de la littérature générale, notamment la littérature américaine sudiste avec des auteurs comme Carson McCullers vers 17 ans (Le Cœur est un chasseur solitaire, Franckie Adams), puis les romans de Paul Auster et par la suite ceux de Nancy Huston (dont Journal de la création et Dolce agonia). Parmi les auteurs classiques étrangers qu'elle apprécie, elle cite Shakespeare, Emily Brontë, T. S. Eliot, Lolita de Nabokov et Rebecca de Daphne du Maurier. Très cinéphile durant cette période de sa vie, elle découvre notamment les films de Tim Burton.
Mélanie Fazi abandonne peu à peu le dessin et commence à écrire des nouvelles vers l'âge de 17 ans. Elle s'essaie aussi brièvement à la conception d'un jeu vidéo d'aventure sur son ordinateur Amstrad à l'aide d'un programme paru dans un magazine d'informatique, et qu'elle utilise pour concevoir une aventure inspirée par les nouvelles fantastiques d'H.P. Lovecraft, qu'elle a découvertes peu de temps auparavant. Cet intérêt pour le jeu vidéo se prolonge les années suivantes par des coups de cœur pour des jeux comme Silent Hill 2 qu'elle considère comme un chef-d'œuvre du fantastique psychologique. Pendant cette période, Mélanie Fazi commence à écrire entre deux et quatre nouvelles par an, rythme qu'elle conserve par la suite.

### Études et premiers emplois
À l'issue de sa scolarité, Mélanie Fazi s'intéresse à la littérature, mais pas au point de vouloir l'étudier, ainsi qu'aux langues étrangères, en particulier l'anglais, mais elle n'est pas intéressée par les premières idées d'orientation qui lui sont faites. Par défaut, elle passe un bac scientifique (intitulé à l'époque le Bac C) puis entame à l'université des études de Langues étrangères appliquées anglais-allemand. Elle passe sa Maîtrise à Dunkerque. En dernière année, elle entend parler du métier de traductrice, mais hésite entre la traduction littéraire et la traduction dans l'audiovisuel (sous-titrages, doublages). Ayant été acceptée pour la traduction littéraire, elle s'oriente vers un DESS dans ce domaine. En 1997, Mélanie Fazi se rend à Paris pour passer le concours, l'obtient et s'installe dans la capitale à la fin du mois de septembre. Elle s'enthousiasme pour sa formation à la traduction et fait rapidement des progrès, tout en découvrant la vie culturelle et artistique parisienne, en particulier les concerts de rock et de pop. Elle arrête d'écrire durant l'année universitaire 1997-1998 afin de se consacrer à ces différentes activités, mais dit garder l'impression que sa formation de traductrice s'est révélée également formatrice pour son écriture, grâce au travail sur la phrase qu'elle effectue durant ses exercices de traduction. Lorsqu'elle reprend l'écriture en 1998, sa façon d'écrire a changé.
Elle passe quelques mois au chômage puis fait plusieurs petits boulots. Lorsqu'elle se rend au festival des Galaxiales à Nantes, elle découvre la revue Ténèbres qui la passionne et prend contact avec Benoît Domis qui lui confie ses premières traductions. Elle doit cependant accepter un emploi alimentaire de standardiste dans un hôtel parisien, qu'elle espère de courte durée, avant de vivre de ses traductions : elle doit finalement attendre trois ans avant d'y parvenir.
Dans le même temps, Mélanie Fazi reprend l'écriture de nouvelles. Durant l'été 1998, elle écrit la nouvelle « Le Nœud cajun » qui est acceptée et publiée deux ans plus tard, en l'an 2000, dans l'anthologie de Daniel Conrad De minuit à minuit, aux éditions du Fleuve Noir. Mélanie Fazi vit cela comme un tournant dans sa vie car l'écriture y avait toujours tenu une grande place. La nouvelle fait partie des finalistes pour le Grand Prix de l'Imaginaire, ce qui marque beaucoup l'écrivaine.

### Écrivaine et traductrice

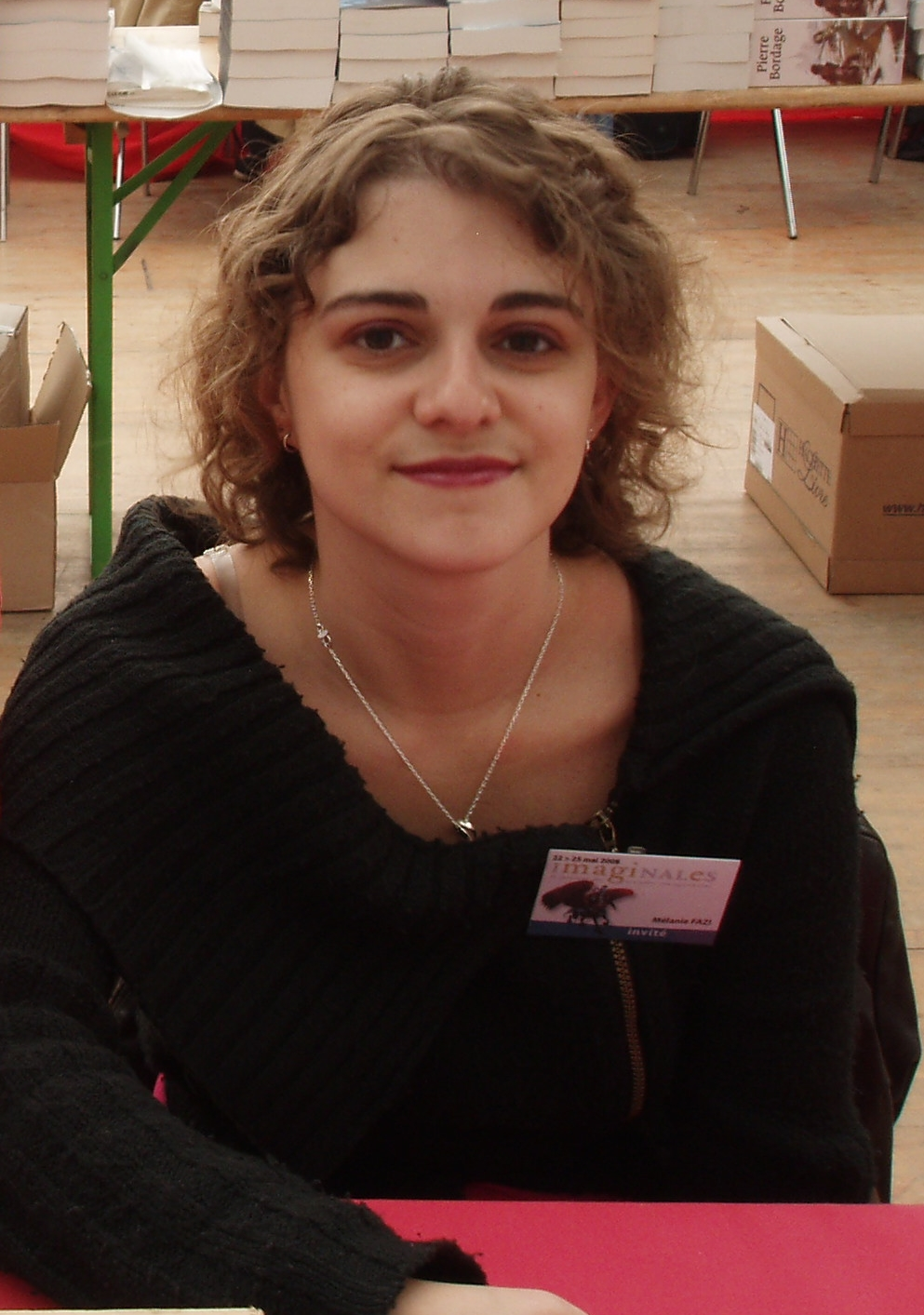
Mélanie Fazi au festival des Imaginales en 2008.

L'année 2002 est un pivot pour sa vie professionnelle : les éditions Bragelonne l'embauchent comme traductrice et lui assurent assez de travail pour en faire son métier. Les années suivantes, Fazi traduit (principalement pour Bragelonne) des œuvres de Lois McMaster Bujold, Elizabeth Moon, Poppy Z. Brite, Graham Joyce, Kelley Armstrong, Lilith Saintcrow, Brandon Sanderson, etc.
C'est également durant cette période que la carrière d'écrivaine professionnelle de Mélanie Fazi prend forme. En 2002, la nouvelle « Matilda », parue l'année précédente dans l'anthologie Douces ou cruelles ? au Fleuve Noir, remporte le Prix Merlin dans la catégorie « Nouvelle ». Fazi y évoque les milieux des amateurs de rock. Les années 2003 et 2004 marquent de leur côté un tournant dans sa carrière littéraire avec trois publications rapprochées. En 2003, son premier roman, issu de deux de ses nouvelles, est accepté par les éditions Nestiveqnen et paraît sous le titre Trois pépins du fruit des morts. Il s'inspire du mythe grec de Perséphone, mais contient aussi une part d'inspiration autobiographique dans le mal-être adolescent du personnage principal,. La même année, Léa Silhol, directrice des éditions de l'Oxymore, propose à Mélanie Fazi de regrouper ses nouvelles en un recueil, Serpentine, qui paraît l'année suivante précédé d'une préface de l'écrivain Michel Pagel à qui elle a fait lire plusieurs de ses nouvelles les années précédentes. Peu après, les éditions Bragelonne acceptent son second roman, Arlis des forains, également né de la mutation d'une longue nouvelle entamée en 1999 et dont elle retravaille notablement l'intrigue après l'acceptation du manuscrit. Le roman se déroule aux États-Unis et a pour personnage principal un jeune garçon membre d'une troupe de forains itinérants. Arlis des forains paraît en 2004, quelques mois après Serpentine. Ces publications rapprochées attirent l'attention sur l'écrivaine et remportent toutes les trois des prix littéraires.
L'année 2003 voit aussi les premières traductions anglaises des nouvelles de Mélanie Fazi, à la suite d'une rencontre avec l'écrivain Brian Stableford lors de la convention de Flémalle. Stableford cherche des textes d'auteurs français à traduire pour les placer dans des revues anglophones : Fazi lui envoie trois de ses nouvelles que Stableford traduit et propose à des revues. Cela débouche sur la publication de « La Cité travestie » dans The Magazine of Fantasy and Science Fiction, du Nœud cajun dans The Third Alternative puis de trois autres nouvelles au cours des mois suivants.
Dès lors, Mélanie Fazi poursuit en parallèle ses activités d'écriture et de traduction. En 2007, elle obtient le prix Jacques Chambon de la traduction pour son travail sur Lignes de vie de Graham Joyce. Du côté de l'écriture, et en dépit des deux romans qu'elle a publiés, elle se définit avant tout comme une nouvelliste et continue à publier régulièrement des nouvelles, principalement dans des anthologies. Elle connaît autour de la trentaine une période d'anxiété et de remise en question, due notamment au succès presque écrasant de Serpentine qu'elle craint de ne pas arriver à dépasser. En 2008, elle publie un deuxième recueil de nouvelles, Notre-Dame aux écailles, aux éditions Bragelonne, lesquelles rééditent la même année Serpentine qui avait été rendu indisponible en 2006 par la disparition des éditions de l'Oxymore. En 2010 et 2011, les droits de réédition de Serpentine, Trois pépins du fruit des morts et Arlis des forains sont achetés par Pascal Godbillon pour des rééditions dans la collection « Folio SF ». Dans le même temps, Fazi commence à contribuer au webzine musical Le Cargo où elle publie des comptes-rendus de concerts, des interviews de musiciens et des critiques de disques. Elle s'essaie à la photographie dans le cadre de cette activité.
Pendant cette période, Mélanie Fazi est souvent présentée comme l'une des rares (voire la seule) auteure spécialisée dans le genre du fantastique. Elle estime à ce moment-là qu'en réalité il y a d'autres auteurs, mais qu'ils ont plus de mal à publier et à percer en raison de la disparition des petits éditeurs qui se consacraient à ce genre (les éditions de l'Oxymore, notamment) et des revues qui publiaient principalement des nouvelles fantastiques (comme Ténèbres). En 2007-2008, de rares initiatives éditoriales inversent la tendance avec la création des éditions Nuit d'avril et d'une collection dédiée au fantastique chez Bragelonne, « L'Ombre ».

### Les années 2010

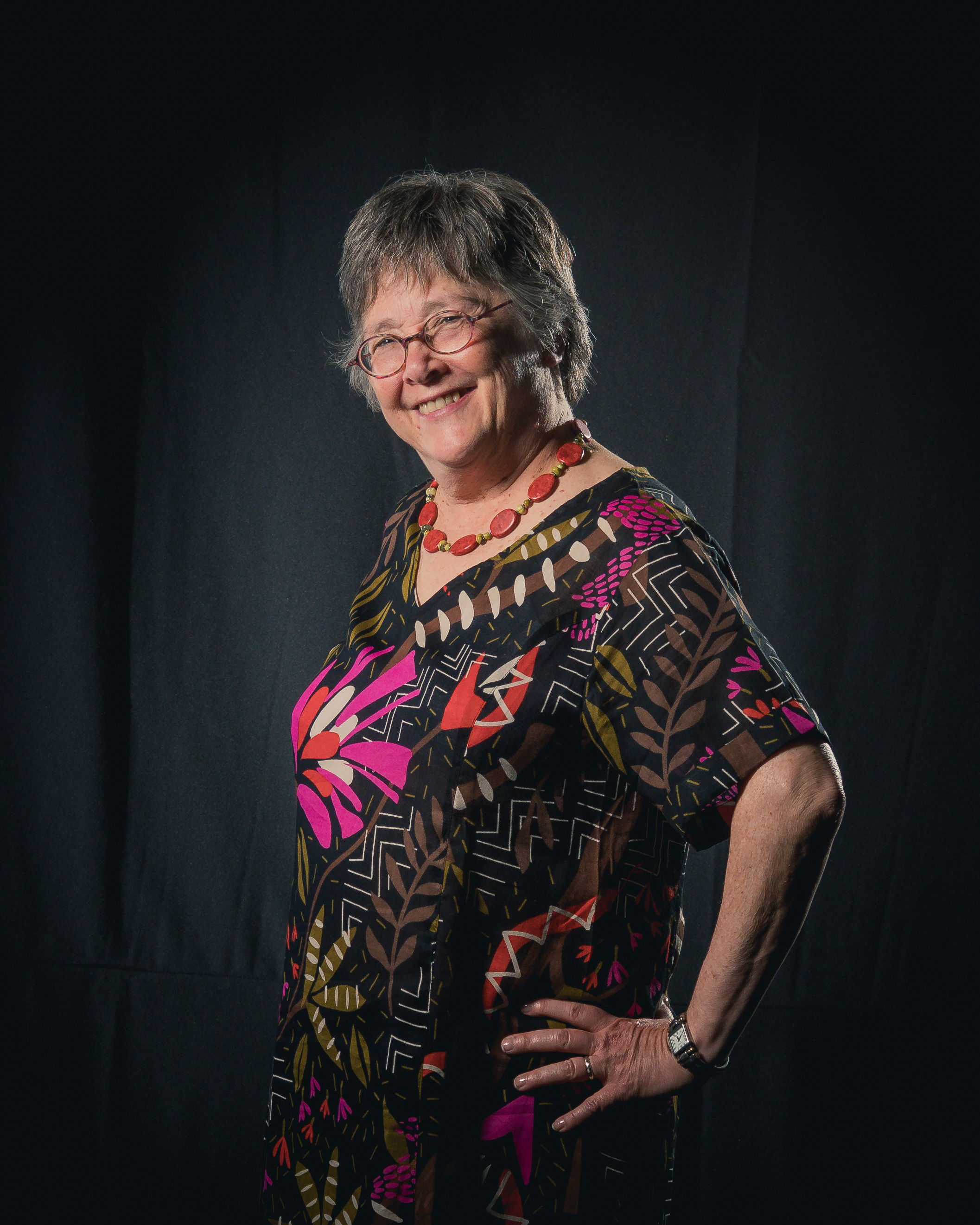
L'écrivaine américaine Lisa Tuttle, que Fazi apprécie et traduit (ici à la Worldcon 75 d'Helsinki en 2017).

Le début des années 2010 voit naître des projets littéraires et éditoriaux variés. En 2010, Mélanie Fazi est contactée par Raphaël Granier de Cassagnac qui lui propose de participer à un recueil de récits lovecraftiens aux côtés de David Camus, Laurent Poujois et lui-même, l'ensemble étant illustré par Nicolas Fructus. L'ouvrage, Kadath, le guide de la cité inconnue, qui paraît aux éditions Mnémos, s'inspire de La Quête onirique de Kadath l'inconnue d'H.P. Lovecraft. Mélanie Fazi y écrit neuf récits courts où elle donne vie et voix à un personnage de religieuse du XIIe siècle, Aliénor. En 2011, Mélanie Fazi devient anthologiste le temps d'un volume préparé pour les éditions Dystopia : elle réunit, traduit et préface un recueil de nouvelles d'une de ses auteures favorites, Lisa Tuttle, qui paraît sous le titre Ainsi naissent les fantômes. Ce recueil lui permet de rendre à nouveau disponible en France des nouvelles de cette écrivaine américaine, dont les œuvres étaient alors introuvables en français depuis quelques années. La parution du livre donne lieu à la première séance de dédicace de Lisa Tuttle en France, à la librairie Charybde à Paris. Ces deux projets absorbent entièrement Mélanie Fazi durant les années 2010 et 2011 au point qu'elle n'a pas le temps d'écrire une seule nouvelle en dehors de ses textes pour Kadath. Elle travaille un temps à un récit long qu'elle finit par abandonner.
En mai 2013, Mélanie Fazi rejoint le groupe littéraire et musical The Deep Ones, un collectif de musiciens et d'auteurs de l'imaginaire proposant des lectures de textes en live avec accompagnement musical en semi-improvisation. Le groupe rassemble notamment plusieurs auteurs et éditeurs comme Sire Cedric, Nathalie Dau, Ophélie Bruneau, Patrick Eris, Lionel Davoust, Ghislain Morel.
Le troisième recueil de nouvelles de Mélanie Fazi, Le Jardin des silences, paraît en 2014 aux éditions Bragelonne. Il reprend la plupart des nouvelles publiées dans des anthologies depuis son recueil précédent ainsi que deux nouvelles inédites. Fazi le présente comme « plus apaisé dans l'ensemble et plus axé sur une logique proche du conte, de la fantasy urbaine ou du merveilleux que celle du fantastique angoissant de Serpentine ».
En 2015-2016, Mélanie Fazi écrit les paroles des chansons du cinquième album du groupe Elvaron, Ghost of a Blood Tie, qui sort en avril 2016. Depuis septembre 2016, elle participe au podcast « Procrastination », consacré aux techniques d'écriture, aux côtés de Lionel Davoust et Laurent Genefort.

### Les débuts dans la non-fiction
En 2018 paraît son premier livre de non-fiction, Nous qui n'existons pas, témoignage personnel autour de la question de la norme, de la différence et des identités de genre, publié par Dystopia. Elle déclare alors que la découverte de son asexualité va changer son rapport à l'écriture.
Début février 2020, Mélanie Fazi annonce avoir été diagnostiquée d'un trouble du spectre de l'autisme du type syndrome d'Asperger. Elle avait entamé recherches et démarches à ce sujet un an et trois mois auparavant, peu après la parution de Nous qui n'existons pas. Elle publie en avril 2021 une deuxième non-fiction sur ce sujet, L'Année suspendue, toujours chez Dystopia.
Mélanie Fazi vit à Paris où elle continue ses activités de nouvelliste et de traductrice.

## Œuvres

### Recueils de nouvelles
- Serpentine, Oxymore, 2004Réédition, Bragelonne, 2008 puis Gallimard, coll. « Folio SF » no 365, 2010
- Notre-Dame aux Écailles, Bragelonne, 2008Réédition, Gallimard, coll. « Folio SF » no 387, 2011
- Le Jardin des silences, Bragelonne, 2014Réédition, Gallimard, coll. « Folio SF » no 537, 2016

### Romans
- Trois pépins du fruit des morts, Nestiveqnen, 2003Inspiré du mythe de Perséphone et traitant du passage à l'adolescence
- Arlis des forains, Bragelonne, 2004Réédition, Gallimard, coll. « Folio SF » no 377, 2010

### Essai
- Nous qui n'existons pas, Dystopia, 2018Essai sur l'asexualité, le couple et la solitude.
- L'Année suspendue, Dystopia, 2021Essai autobiographique sur sa découverte de son autisme.

### Autres
- La Chambre de Cléa, fiction radiophonique fantastique diffusée le 1er mai 2004 sur France Culture[41],[6].
- Kadath, le guide de la cité inconnue, Mnémos, 2010Écrit avec David Camus, Raphaël Granier de Cassagnac et Laurent Poujois. Illustré par Nicolas Fructus, d'après l'œuvre de H. P. Lovecraft - Prix Imaginales 2011

## Analyse de l'œuvre
Mélanie Fazi se définit comme nouvelliste avant tout : l'écriture de nouvelles est la plus spontanée chez elle. Ses romans Trois pépins du fruit des morts et Arlis des forains sont des nouvelles qui ont grandi plus que prévu. Elle n'écrit pas dans une logique d'univers : ses nouvelles sont indépendantes et elle ne conçoit pas pour le moment d'en écrire des suites ou de faire revenir leurs personnages dans d'autres textes ; en revanche, certains thèmes reviennent dans plusieurs de ses nouvelles. Fazi puise son inspiration dans des sujets qui l'ont touchée personnellement et emploie parfois des éléments autobiographiques dans ses nouvelles, mais en les retravaillant et en les modifiant. Elle n'est pas une auteure prolifique : elle écrit en moyenne entre deux et quatre nouvelles par an et indique qu'un texte d'une vingtaine de pages lui prend en moyenne entre trois et six mois. Ce temps est consacré en majorité à la recherche et à la maturation des idées, tandis que l'écriture proprement dite ne prend souvent que quelques jours. Ses idées lui viennent généralement sous la forme d'images, de personnages ou de situations qu'elle note et auxquels elle pense constamment, en quête des liens qui permettront d'aboutir à un texte structuré. Elle structure chaque texte en détail avant de l'écrire afin de maîtriser le dosage des informations, les thèmes qu'elle veut installer et développer, les effets qu'elle veut produire.
Le thème de l'enfance et du passage à l'adolescence puis à l'âge adulte revient dans plusieurs nouvelles de Fazi ainsi que dans ses romans, en particulier Trois pépins du fruit des morts. Fazi indique que son attirance pour ce thème peut s'expliquer par le fait que l'enfance touche à des éléments très profonds de la construction de l'identité individuelle : « l'enfance et l'adolescence sont des périodes fondatrices qui continuent à nous poursuivre longtemps, parfois à nous hanter ». La création artistique est un autre thème récurrent des nouvelles de Fazi.

## Prix et distinctions
- 2002 : prix Merlin pour Matilda (nouvelle sur le monde des fanatiques du rock), catégorie nouvelle.
- 2004 : prix Merlin pour Trois Pépins du fruit des morts, roman.
- 2005 : prix Masterton pour Arlis des forains, roman.
- 2005 : grand prix de l'Imaginaire pour Serpentine, catégorie nouvelle.
- 2007 : grand prix de l'Imaginaire pour Lignes de vie de Graham Joyce, catégorie traduction.
- 2009 : prix Merlin pour Noces d'écume, catégorie nouvelle.
- 2009 : prix Masterton pour Notre-Dame-aux-Ecailles, catégorie nouvelle.
- 2010 : prix Masterton pour Miroir de porcelaine, catégorie nouvelle.

### Documentaire
- Fantasy Stars : Auteurs de fantasy et gamers, documentaire d'Olivier Gand, diffusé pour la première fois en ligne sur la chaîne Nolife le 6 juin 2011. (Documentaire consacré à un groupe d'auteurs de fantasy et de fantastique français et à leur rapport au monde du jeu vidéo.)